# 古賀和仁
古賀 和仁（こが かずひと) はパワーウォーキング協会日本本部理事長。

## 略歴
- 1978年（昭和53年） - パリ市銀章受賞（フランス共和国元シラク大統領より授与、日本人民間初）
- 1989年（平成元年） - フランス共和国パリ16区賞受賞（フランス共和国 前ティタンジェ外務大臣より授与）
- 1989年（平成元年） - ドイツ連邦共和国バイエルン州ランツフート市観光功労賞受賞（上院議員兼ランツフート市ヨゼフ・ダイマー市長より授与）
- 1989年（平成元年） - ドイツ連邦共和国バイエルン州ローテンブルグ市観光功労賞受賞（ローテンブルグ市ヘルベルト・ハヒテル市長より授与）
- 1997年（平成 9年） - ル・マン24時間耐久レース委員会 (A.C.O) 特別功労賞受賞（コソン会長より授与）
- 2000年（平成12年） - 新潟県十日町市国宝縄文特使就任
- 2002年（平成14年） - ハートヴィッヒ・ガウダーパワーウォーキング協会会長に就任[1]
- 2003年（平成15年） - 「イタリア政府観光局」日本イタリア旅行協議会 初代理事長に就任
- 2003年（平成15年） - ドイツ連邦共和国チューリゲン州 初代駐日大使に就任
- 2004年（平成16年） - 高野熊野世界遺産連絡会 顧問に就任
- 2011年（平成23年） - 長野県小布施町とドイツ連邦共和国5町村との健康交流協定締結への一翼を担う
- 2011年（平成23年） - パワーウォーキング活動を通しての人道支援活動に対する感謝状をドイツのフランツ・ベッケンバウアー氏より授与
- 2013年（平成25年）- ドイツ連邦共和国チューリゲン州世界文化遺産都市の日本代表に就任

- 和仁の父・古賀仁吉は筑後・柳河藩立花家に代々仕えた士族、石橋家の次男。生まれるとすぐ親族である古賀家の養子となった。仁吉の兄は浄土真宗本願寺派第22世法主鏡如 (大谷光瑞) の秘書で「光瑞の懐刀」と呼ばれた石橋岱城。
- 和仁の妻ラウラの家系 (母の従弟) にはイタリアが生んだ世界的な天文物理学者 FRANCO PACINIがいた（1939年5月10日～2012年1月25日）。彼の名は惑星に命名されている。